# Lechia 06 Mysłowice
Lechia 06 Mysłowice ist ein polnischer Sportverein aus Mysłowice (deutsch: Myslowitz), der unter dem Namen SC Borussia 06 Myslowitz (kurz: Borussia Myslowitz) 1906 als deutscher Sportverein gegründet wurde. Im Laufe der ersten Jahrzehnte seines Bestehens kam es zu mehreren Namenswechseln: 1919 wurde der Verein in Verein für Rasenspiele 1906 Myslowitz („VfR 1906“) umbenannt, 1922 nach dem Anschluss Ostoberschlesiens an Polen in Klub Sportowy 06 Mysłowice („KS 06“), nach der Annexion des Gebietes durch die Deutschen 1939 wurde wieder die deutsche Bezeichnung VfR verwendet und schließlich kam es nach dem Zweiten Weltkrieg zum Namenswechsel in Lechia 06 Mysłowice.

## Vereinsgeschichte
Am 22. Mai 1906 wurde in Myslowitz die „Borussia“ als Fußballclub gegründet. Über Kattowitz war der Fußballsport in die Stadt am Dreikaisereck gelangt; besonders Preußen Kattowitz hatte zur Popularisierung des Fußballsports in Myslowitz beigetragen und übernahm in der Anfangszeit auch eine Art „Patenschaft“ über den neuen Club. Die 23 Gründungsmitglieder beschlossen, in schwarz-weißen Farben anzutreten und nahmen auch gleich Kontakt zu den anderen in Oberschlesien bestehenden Vereinen auf,  mit denen zusammen sie den Bezirk Oberschlesien im Südostdeutschen Fußball-Verband ins Leben riefen. 1923 kam eine Boxsparte hinzu.
Nachdem Ostoberschlesien, und damit auch Myslowitz – jetzt als Myslowice – polnisches Staatsgebiet geworden war, benannte man 1925 „dem Zwang der politischen Verhältnisse Rechnung tragend“ den „VfR 06“ um in „Klub Sportowy 06“ („KS 06“). In der Folgezeit gab es einen langsamen, aber stetigen Zustrom polnischer Mitglieder, der letztlich dazu führte, dass sich die Mehrheitsverhältnisse im Verein zu Gunsten der Polen änderten, was sich natürlich auch auf die Clubführung auswirkte. Anfang der 1930er Jahre war die Polonisierung des „KS 06“ abgeschlossen, die Deutschen – soweit sie noch im Verein verblieben waren – konnten keinen Einfluss auf die Geschehnisse innerhalb des Clubs mehr nehmen. Äußeres Zeichen für den Abschluss dieser Entwicklung war, dass die Stadt Myslowice 1934 mit einigem Kostenaufwand das Sportgelände der „06er“ ausbaute, was sie für einen deutschen Verein wohl kaum getan hätte.
Die Entwicklung bei Beginn des Zweiten Weltkriegs verlief parallel zu der des Lokalrivalen SC Myslowitz 09: beide Clubs hörten praktisch auf zu bestehen, denn die polnischen Clubführungen waren nach dem Einmarsch der deutschen Wehrmacht geflüchtet. Die Mitglieder – soweit sie sich zum Deutschtum bekannten – schlossen sich dem MTV 1861 Myslowitz an, der sich in „TuS 1861 Myslowitz“ umbenannte und eine Fußballabteilung gründete. Nach Kriegsende wurde der „KS 06“ – ebenso wie die „09er“ – unter polnischer Regie wieder gegründet und existiert noch heute als Lechia 06 Mysłowice.

## Fußball
Als Spielstätte hatten sich die Borussen im Stadtteil Slupna auf einer Anhöhe am Bahndamm der nach Krakau führenden Eisenbahn ein ehemaliges Kornfeld hergerichtet, das heißt, sie hatten die Fläche ein wenig planiert und Gras eingesät und besaßen so den ersten vereinseigenen Rasenplatz in ganz Oberschlesien. Fußballerisch blieb man allerdings hinter den Kattowitzer Vereinen klar zurück.
Das änderte sich in der Saison 1911/12, als man eine Verbindung – wohl eine Art Spielgemeinschaft – mit Diana Kattowitz einging. Die „Kombination“, der auch vier Borussia-Spieler angehörten, wurde 1912 oberschlesischer Meister. Einzelheiten sind unter dem Stichwort SC Diana Kattowitz nachzulesen. Nach dem Ende des Ersten Weltkriegs ging die Kattowitz-Myslowitzer „Fußballehe“ wieder auseinander; die Borussia, die seit 1919 Verein für Rasenspiele 1906 Myslowitz („VfR 1906“) hieß, wurde wieder ein selbständiger Verein. Da die „Kriegswirtschaft“ den Rasensportplatz wieder in ein Kornfeld verwandelt hatte, schuf man sich einen neuen Platz auf den sandigen Wiesen des Flüsschens Przemsa links neben der Promenade zum (ehemaligen) Dreikaisereck.

## Bekannte Sportler
- Jerzy Wocka – Boxer, Mitglied der polnischen Nationalmannschaft
- Zygfryd Wende – Boxer, Mitglied der polnischen Nationalmannschaft
- Barbara Przygoda-Eustachewicz – Turnerin, Mitglied der polnischen Nationalmannschaft, Olympiateilnehmerin 1964
- Jan Rudnow – polnischer Fußballnationalspieler
- Henryk Mikunda – polnischer Fußballnationalspieler (1939 gegen Belgien)
- Zygmunt Koziol – polnischer Meister im Mittelschwergewicht